# 万里昌代
万里 昌代（ばんり まさよ、本名：英 昌代、1937年3月29日 - 不明）は、日本の女優。関東州大連出身。神奈川県横浜市育ち。

## 来歴・人物
柔道教師の父を持ち幼い頃日本へ引揚の形で帰国。横浜の関東学院高等学校在学中に家庭よみうりのカヴァーガールになったのがきっかけで新東宝にスカウトされる。高校卒業後の1956年に、新東宝の四期スターレットとして入社。同期に北沢典子、三ツ矢歌子、原知佐子、朝倉彩子らがおり、小柄ながらも美人グラマー女優として人気を博した。1958年には『スター毒殺事件』で初主演。
1961年8月に新東宝が倒産したため、9月に大映へ移籍。翌年には市川雷蔵主演の『婦系図』でお蔦役を演じ知名度を得る。他に『座頭市』シリーズ等の時代劇でヒロイン役を演じた。
1970年代半ばは故郷の横浜で餃子店を経営していた。
1980年代以降の動静は不明である。

## 出演歴

### 映画
- 女真珠王の復讐（1956年、新東宝）
- 新妻の実力行使（1957年、新東宝）
- 海女の戦慄（1957年、新東宝）
- 戦雲アジアの女王（1957年、新東宝）
- 女の防波堤（1958年、新東宝）
- スター毒殺事件（1958年、新東宝）
- 憲兵と幽霊（1958年、新東宝）
- 暴力娘（1959年、新東宝）
- 海女の化物屋敷（1959年、新東宝）
- 狂った欲望（1959年、新東宝）
- スパイと貞操（1960年、新東宝）
- 怪談海女幽霊（1960年、新東宝）
- 女巌窟王（1960年、新東宝）
- 地平線がぎらぎらっ（1961年、新東宝）
- 荒原の掠奪者（1961年、新東宝）
- 首なし島の花嫁（1961年、東映）
- お兄哥さんとお姐さん（1961年、大映）
- 婦系図（1962年、大映）
- 座頭市物語（1962年、大映）
- 新悪名（1962年、大映）
- 続・座頭市物語（1962年、大映）
- 斬る（1962年、大映）
- 妖僧（1963年、大映）
- 破れ傘長庵（1963年、大映）
- 第三の影武者（1963年、大映）
- 座頭市兇状旅（1963年、大映）
- 黒の切り札（1964年、大映）
- 女めくら物語（1965年、大映）
- 新・鞍馬天狗 五条坂の決闘（1965年、大映）
- 爆弾男といわれるあいつ（1967年、日活）
- 続大奥(秘)物語（1967年、東映）
- 続渡世人（1967年、東映）
- 博徒解散式（1968年、東映）
- 徳川女系図（1968年、東映）
- BG.ある19才の日記 あげてよかった!（1968年、日活）

　etc.

### テレビドラマ
- あひる飛びなさい （1964年、TBS） - みち代
- ザ・ガードマン 第40話「結婚と微笑」（1966年、TBS / 大映テレビ室）
- 銭形平次 第45話「桐の極印」（1967年、CX / 東映）
- 戦え! マイティジャック 第12・13話「マイティ号を取り返せ!!（前・後編）」（1968年、CX / 円谷プロ） - Q3号
- 幕末姉妹（1968年、CX / NMC）
- 裸の町 第6話「夜の顔役たち」（1968年、NET / 東映）
- ブラックチェンバー 第2話「殺し屋を消せ」（1969年、CX / 東映）
- プレイガール（12ch / 東映）
  - 第4話「青い真珠に手を出すな」（1969年）
  - 第28話「裸の女に手をかすな」（1969年）
  - 第55話「謎の尼寺博徒」（1970年） - 春光・光江※二役
  - 第172話「怪談 恐怖の吸血幽霊」（1972年） - 武村則子
  - 第213話「裸女は楽園へ帰れ」（1973年） - 望月千絵
- 柔道一直線 第8話「鬼丸　火焔車」（1969年、TBS / 東映）- 道子
- フラワーアクション009ノ1 第2話「銃口はミニを狙う」（1969年、CX / 東映） - シスター
- 水戸黄門 第1部 第31話「乱斗鷹ノ巣峠 -忍-」（1970年、TBS / C.A.L） - お蘭の方
- ゴールドアイ（1970年、NTV / 東映）
  - 第10話「毒ガス商人」 - アミー・ホンダ
  - 第26話「国際宝石泥棒」 - 夏子
- 素浪人 花山大吉 第50話「シゴいた相手が悪かった」（1970年、NET / 東映）
- 特別機動捜査隊（NET / 東映）
  - 第478話「謎の女」（1970年） - お俊
  - 第564話「男がつぶやく子守唄」（1972年） - 由美子
  - 第693話「愛の崖」（1973年） - 登紀子
  - 第647話「三船の野郎が憎い」（1974年） - 理恵
  - 第693話「十津川絶唱」（1974年）
  - 第684話「情熱の海」（1975年）
- 日本怪談劇場　第6話「四谷怪談　稲妻の巻」第7話「四谷怪談　水草の巻」（1970年 東京12チャンネル） - おいろ
- 荒野の素浪人（NET / 三船プロ）
  - 第36話「策謀 魔の凶悪犯護送」（1972年） - お仙
  - 第57話「鳴動 竜神沼の奔流」（1973年） - お蓮
- ウルトラマンタロウ 第11話「血を吸う花は少女の精」（1973年、TBS / 円谷プロ） - 岩坪かなえの養母
- 必殺仕掛人 第31話「嘘の仕掛けに仕掛けの誠」（1973年、ABC / 松竹） - おとせ
- 伝七捕物帳 第11話「紅葉に消えた子守唄」(1973年、NTV) - おゆう
- 非情のライセンス 第1シリーズ 第41話「兇悪の試験地獄」（1974年、NET / 東映） - 安西レオ
- 唖侍 鬼一法眼 第19話「賞金受取人」（1974年、NTV / 勝プロ）
- 八州犯科帳 第1話「命を買った女」（1974年、CX / C.A.L） - お駒
- 幕末未来人（1977年、NHK) - たか
- 江戸の渦潮 第11話「虹を渡る浪人」（1978年、CX / 東宝）- 岡場所の女郎
- 江戸の激斗 第7話「激流に消えた男」（1979年、CX / 東宝） - おもん
- 七瀬ふたたび 第3話「大都会の夜」（1979年、NHK）

### バラエティー番組
- ジェスチャー（NHK、1963年10月8日）